# Нигирское сельское поселение
Нигирское се́льское поселе́ние — муниципальное образование в Николаевском районе Хабаровского края Российской Федерации. Образовано в 2004 году. 
Административный центр - село Нигирь.

## Население
| 2010 | 2011 | 2012 | 2013 | 2014 | 2015 | 2016 |
| ---- | ---- | ---- | ---- | ---- | ---- | ---- |
| 482  | ↘479 | ↘459 | ↘415 | ↘397 | ↘379 | ↘370 |
| 2017 | 2018 | 2020 | 2021 |      |      |      |
| ↘352 | ↘329 | ↘283 | ↘251 |      |      |      |

## Населённые пункты
В состав поселения входят 2 населённых пункта:
| № | Населённый пункт | Тип  | Население |
| - | ---------------- | ---- | --------- |
| 1 | Виданово         | село | ↘18       |
| 2 | Нигирь           | село | ↘233      |